# Курбатов, Сергей Александрович
Сергей Александрович Курбатов (род. 28 декабря 1957 года в Москве) — российский колеоптеролог. Крупный специалист по жукам-ощупникам и сцидменидам. Открыл и впервые описал более 150 новых видов жесткокрылых.

## Биография
Родился 28 декабря 1957 года в Москве. Энтомологией увлекался с детства, коллекционировал жуков, посещал энтомологический кружок при кафедре энтомологии МГУ. Обучался в Московской сельскохозяйственной академии имени К. А. Тимирязева. С 1983 года работал в лаборатории феромонов насекомых Всероссийского научно-исследовательского института химических средств защиты растений (ВНИИХСЗР). В 2007 году защитил диссертацию по теме «Жуки-ощупники (Coleoptera, Pselaphidae) Дальнего Востока России», кандидат биологических наук. Начальник энтомологического музея Всероссийского центра карантина растений (ФГБУ «ВНИИКР», п. Быково, Московская область). Совершил множество полевых экспедиций по России и зарубежным странам.
Описал более 150 новых для науки видов жесткокрылых.

## Признание
В его честь названо несколько десятков новых для науки видов организмов.
- Agathidium kurbatovi Perkovsky, 1990[3]
- Agathidium kurbatovianum Angelini, 1999
- Alyculus kurbatovi Kazantsev, 1999[4]
- Anemadiola kurbatovi Perreau, 1996[5]
- Bacanius kurbatovi Gomy & Tishechkin, 1993
- Baeocera kurbatovi Löbl, 1993
- Derarimus kurbatovi Telnov, 1998[6] (=Macrotomoderus kurbatovi (Telnov, 1998))
- Dichelotarsus kurbatovi Kazantsev, 1998 (=Asiopodabrus kurbatovi (Kazantsev, 1998), Podabrus kurbatovi (Kazantsev, 1998))
- Edaphosoma kurbatovi Puthz, 2010[7]
- Eucinetella kurbatovi Nikitsky, 1996[8]
- Frostia kurbatovi Wittmer, 1997
- Kurilister kurbatovi Tishechkin, 1992 (=Margarinotus kurbatovi (Tishechkin, 1992))
- Laena kurbatovi Schawaller, 2006[9]
- Malthodes kurbatovi Kazantsev, 1995
- Megarthrus kurbatovi Cuccodoro, 2018[10]
- Nemadus kurbatovi Perkovsky, 1994[11]
- Proleptodirina kurbatovi Perkovsky, 1997[12]
- Rhagonycha kurbatovi Kazantsev, 1994
- Scaphidium kurbatovi Löbl, 1999[13]
- Sciaphyes kurbatovi Perreau, 1996
- Sinobathyscia kurbatovi Perreau, 1999[14]
- Thinodromus kurbatovi Gildenkov, 2000[15]
- Trechus kurbatovi Belousov & Kabak, 2000[16]
- Trichotichnus kurbatovi Kataev & N. Ito, 1999[17]
- Wallacedela kurbatovi Matalin, 1998 (=Thopeutica kurbatovi (Matalin, 1998))[18]